# 66 Ophiuchi
66 Ophiuchi, som är stjärnans Flamsteed-beteckning, är en ensam stjärna i den norra delen av stjärnbilden Ormbäraren, som också har  variabelbeteckningen V2048 Ophiuchi. Den har en genomsnittlig skenbar magnitud på ca 4,60 och är svagt synlig för blotta ögat där ljusföroreningar ej förekommer. Baserat på parallaxmätning inom Hipparcosuppdraget på ca 5,0 mas, beräknas den befinna sig på ett avstånd på ca 650 ljusår (ca 200 parsek) från solen. Den rör sig närmare solen med en heliocentrisk radialhastighet av ca -13 km/s. Stjärnan har en egenrörelse av 13,1 ± 3,2 km/s relativt dess grannar.

## Egenskaper
66 Ophiuchi är en blå till vit stjärna i huvudserien av spektralklass F5 V. Den har en massa som är ca 8,8 solmassor, en radie som är ca 5 solradier och utsänder ca 1 520 gånger mera energi än solen från dess fotosfär vid en effektiv temperatur på ca 22 000 K.
66 Ophiuchi, eller V2048 Ophiuchi, är en eruptiv variabel av Gamma Cassiopeiae-typ (GCAS) och även preliminärt betecknad som eruptiv av typen flarestjärna (UV:). Den är en skalstjärna med en omgivande skiva av gas och uppvisar oregelbundna magnitudförändringar, från 4,85 upp till 4,55 i storlek. En visuell följeslagare av magnitud 6,5 med en vinkelseparation av 0,1 bågsekund har observerats.